# Anawrahta
Anawrahta Minsaw (birmanês:  အနော်ရထာ မင်းစော, pronunciado [ʔənɔ̀jətʰà mɪ́ɰ̃ sɔ́]; Pagã, 11 de maio de 1014 — Pagã, 11 de abril de 1077) foi o fundador do Reino de Pagã. Considerado o pai da nação birmanesa, Anawrahta transformou um pequeno principado, na zona árida da Alta Birmânia, no primeiro reino birmanês que formou a base da moderna Birmânia (Myanmar). Historicamente verificável a história birmanesa começa com a sua ascensão ao trono de Pagã em 1044.
Anawrahta unificou todo o vale do rio Irauádi pela primeira vez na história, e colocou as regiões periféricas, tais como os Estados Shan e Arracão (Rakhine) sob a suserania de Pagã. Interrompeu com sucesso o avanço do Império Quemer através do litoral de Tenasserim e do vale do Alto Menam, fazendo de Pagã um dos dois principais reinos na Indochina.
Um disciplinador rigoroso, Anawrahta implementou uma série de importantes reformas sociais, religiosas e econômicas que tiveram um impacto duradouro na história da Birmânia. Suas reformas sociais e religiosas mais tarde evoluíram para a atual cultura birmanesa. Através da construção de uma série de açudes, tornou as regiões áridas em torno de Pagã nos principais celeiros de arroz da Alta Birmânia, dando à Alta Birmânia uma base econômica duradoura a partir da qual favoreceria o domínio do vale do Irauádi e sua periferia, nos séculos seguintes. Legou um forte sistema administrativo que todos os reis de Pagã deram continuidade até a queda da dinastia em 1287. O sucesso e a longevidade do domínio de Pagã sobre o vale do Irauádi lançou as bases para a ascensão da língua e da cultura birmanesa, a disseminação da etnia birmanesa na Alta Birmânia.
O legado de Anawrahta foi muito além das fronteiras da atual Myanmar. Seu apego à religião Teravada e seu sucesso em interromper o avanço do Império Quemer, um Estado hindu, possibilitou o crescimento da escola budista, que estava em declínio em outras partes do sul e do sudeste asiático, um alívio muito necessário e um refúgio. Ajudou a restaurar o budismo teravada no Ceilão, o local de origem da escola budista. O sucesso da dinastia Pagã fez posteriormente com que o budismo teravada se estabelecesse em Lanna (norte da Tailândia), no Sião (região central da Tailândia), em Lan Xang (Laos), e no Império Quemer (Camboja), nos séculos XIII e XIV.
Anawrahta é um dos reis mais famosos da história da Birmânia. Suas histórias de vida (lendas) fazem parte do folclore birmanês sendo recontadas na literatura popular e no teatro.

## Juventude
Antes de Anawrahta, de todos os antigos reis de Pagã, apenas o reinado de Nyaung-u Sawrahan pode ser verificado independentemente por inscrições em pedra. Anawrahta é o primeiro rei histórico onde os eventos durante seu reinado podem ser verificados por inscrições em pedra. No entanto, a juventude de Anawrahta, como grande parte da história de Pagã primitiva, ainda está envolta em lendas e deve ser tratada como tal.
Anawrahta nasceu Min Saw (မင်းစော, IPA: [mɪ́ɰ̃ sɔ́]), seu pai foi o rei Kunhsaw Kyaunghpyu e sua mãe, a rainha Myauk Pyinthe, em 11 de maio de 1044. As crônicas birmanesas não concordam com as datas referentes à sua vida e reinado. A tabela abaixo lista as datas dadas pelas quatro crônicas principais. Entre as crônicas, os estudos geralmente aceitam as datas da Zata, consideradas as mais precisas para o período de Pagã. As datas de trabalhos acadêmicos para as datas de nascimento, morte e reinado de Anawrahta estão mais próximas das datas de Zata.
| Crônicas                       | Nascimento-Morte                         | Idade | Reinado                                    | Duração do reinado |
| ------------------------------ | ---------------------------------------- | ----- | ------------------------------------------ | ------------------ |
| Zatadawbon Yazawin             | 1014/15–1077/78                          | 62    | 1044/45–1077/78                            | 33                 |
| Maha Yazawin                   | 970/71–1035/36                           | 65    | 1002/03–1035/36                            | 33                 |
| Yazawin Thit e Hmannan Yazawin | 985/86–março de 1060                     | 74    | 13 de janeiro de 1018 – março de 1060      | 42                 |
| Trabalhos acadêmicos           | 11 de maio de 1014 – 11 de abril de 1077 | 62    | 11 de agosto de 1044 – 11 de abril de 1077 | 32                 |

Em 1021, quando Min Saw tinha cerca de seis anos, seu pai foi deposto por seus meio-irmãos Kyiso e Sokkate. Seu pai havia sido um usurpador do trono de Pagã, que destronou o rei Nyaung-u Sawrahan duas décadas antes. Kunhsaw casou-se então com três das principais rainhas de Nyaung-u, duas das quais estavam grávidas na época, e posteriormente deram à luz Kyiso e Sokkate. Kunhsaw criou Sokkate e Kyiso como seus próprios filhos. Após o golpe, Kyiso tornou-se rei e Sokkate tornou-se herdeiro aparente. Eles encerraram seu padrasto em um mosteiro local, onde Kunhsaw viveria como monge pelo resto de sua vida.
Min Saw cresceu à sombra de seus dois meio-irmãos, que viam Min Saw como seu irmão mais novo e permitiram que ele mantivesse seu estato de príncipe na corte. Min Saw e sua mãe visitavam Kunhsaw e moravam perto do mosteiro. Em 1038, Kyiso morreu e foi sucedido por Sokkate. Min Saw foi leal ao novo rei. Ele tomou esposas e teve pelo menos dois filhos (Sawlu e Kyanzittha) no início da década de 1040.

## Ascensão ao trono

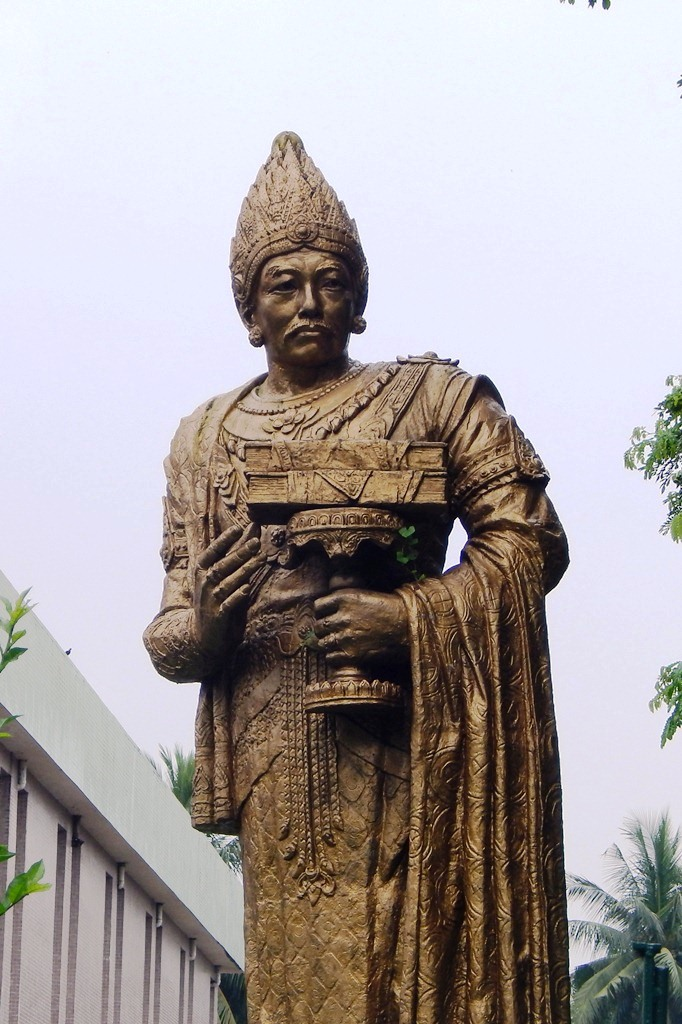
Estátua de Anawrahta em frente ao Museu Nacional

Em 1044, no entanto, Min Saw iniciou uma rebelião nas proximidades do monte Popa e desafiou Sokkate para um combate individual. Segundo as crônicas, o motivo de sua revolta foi que Sokkate tinha forçosamente se casado com a mãe de Min Saw. Diz-se que Sokkate se dirigiu a Min Saw como irmão-filho, e isto o ofendeu muito. Sokkate aceitou o desafio de um combate a cavalo. Em 11 de agosto de 1044, Min Saw matou Sokkate em Myinkaba, perto de Pagã. O rei e seu cavalo caíram no rio próximo.
Min Saw primeiro ofereceu o trono a seu pai. O ex-rei, que há muito era monge, recusou. Em 16 de dezembro de 1044, Min subiu ao trono com o título de Anawrahta, uma forma birmanizada do nome sânscrito Aniruddha (अनिरुद्ध). Seu título real completo era “maha yaza thiri aniruddha dewa” (မဟာ ရာဇာ သီရိ အနုရုဒ္ဓ ဒေဝ; em sânscrito:  Mahā Rājā Śrī Aniruddha Devá). A história birmanesa agora começa a ser menos conjectural.

## O início do reinado: consolidação da Birmânia Central

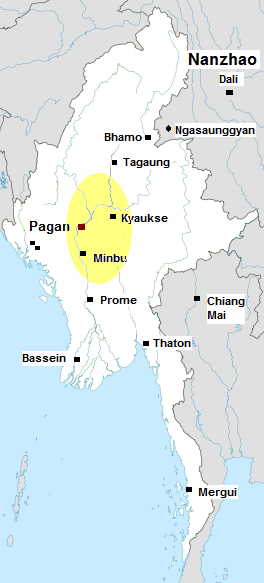
Principado de Pagã na ascensão de Anawrahta em 1044

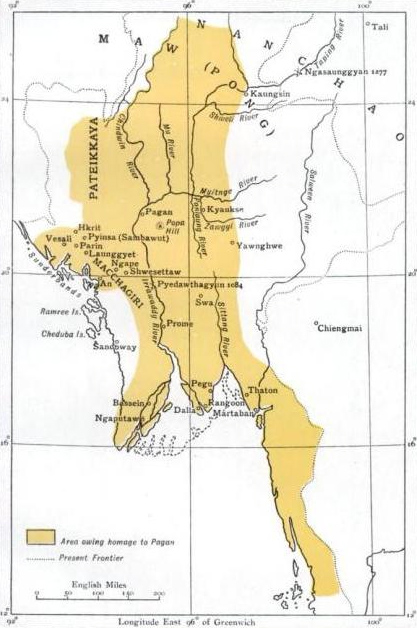
Império de Pagã, estimado por G.E. Harvey

No início, o principado de Anawrahta era uma pequena área — apenas 320 quilômetros de norte a sul e cerca de 130 quilômetros de leste a oeste, compreendendo aproximadamente os atuais distritos de Mandalay, Meiktila, Myingyan, Kyaukse, Yamethin, Magwe, Sagaingue e Katha a leste do rio Irauádi, e as porções ribeirinhas de Minbu e Pakokku. Ao norte ficava o Reino de Nanzhao, e ao leste ainda na maioria pouco habitada os montes Shan, ao sul e ao oeste os pyus, e mais ao sul ainda, os mons.

### Reformas econômicas
Os primeiros atos de Anawrahta como rei foram organizar seu reino. Classificou cada cidade e vila conforme a arrecadação de impostos que ela pudesse oferecer. Fez grandes esforços para transformar as terras áridas da Birmânia central em um celeiro de arroz. Construiu o sistema de irrigação que ainda é usado na Alta Birmânia hoje. Reparou o lago Meiktila, e construiu com sucesso quatro açudes e canais (Kinda, Nga Laingzin, Pyaungbya, Kume) no rio Panlaung, e três açudes (Nwadet, Kunhse, Nga Pyaung) no rio Zawgyi. (Tentou também controlar o rio Myitnge, mas não conseguiu, apesar de todos os seus esforços. O trabalho durou três anos e houve muitas mortes ocasionadas pela febre.) Povoou com aldeias as áreas recém-desenvolvidas, servidas pelos canais de irrigação. A região, conhecida como Ledwin (literalmente, o país do arroz) tornou-se o celeiro, a economia principal do norte do país. A história mostra que aquele que ganhou o controle da cidade de Kyaukse tornou-se rei na Alta Birmânia.

### Organização militar
Anawrahta organizou as forças armadas de Pagã. Seus homens de confiança, conhecidos como os Quatro Grandes Paladinos na história birmanesa, foram:
- Kyanzittha, seu filho e comandante geral
- Nyaung-U Hpi, conhecido como grande nadador, originário de Nyaung-U
- Nga Htwe Yu, ex-coletor de cocos originário de Myinmu (perto de Sagaingue)
- Nga Lon Letpe, ex-lavrador das proximidades do monte Popa

Também a seu serviço estavam: Byatta (ဗျတ္တ), um muçulmano (provavelmente um marinheiro árabe) que naufragou em Thaton, e seus filhos Shwe Hpyin Naungdaw e Shwe Hpyin Nyidaw, (que posteriormente entraram para o panteão dos espíritos birmaneses como os Irmãos Shwe Hpyin ရွှေဖျဥ်းညီနောင်).

## Fundação do Império de Pagã
Em meados da década de 1050, as reformas de Anawrahta transformaram Pagã em uma potência regional e ele procurou expandi-la. Nos dez anos seguintes, Anawrahta fundou o Império de Pagã, com o vale do rio Irauádi no centro, rodeado por reinos tributários.
As estimativas da extensão de seu império variam muito. As crônicas birmanesas e tailandesas relatam um império que cobria a atual Myanmar e o norte da Tailândia. As crônicas tailandesas afirmam que Anawrahta conquistou todo o vale do Menam, e recebeu tributo do rei quemer. Uma afirma que os exércitos de Anawrahta invadiram o Reino Quemer e saquearam a cidade de Angkor, e outra chega a dizer que Anawrahta visitou Java para receber seu tributo. Porém, os historiadores ocidentais (Harvey, Hall, et al.) apresentam um império muito menor, consistindo do vale do rio Irauádi e na periferia mais próxima. Placas em terracota comemorativas de suas vitórias (trazendo seu nome em sânscrito) foram encontradas ao longo do litoral de Tenasserim no sul, em Katha no norte, Thazi no leste e em Minbu no oeste.

### Montes Shan
Seus primeiros esforços concentraram-se na região dos montes Shan, então pouco habitados, no leste e no norte. Conquistou a fidelidade do povo daquela área em duas etapas. No início e até meados da década de 1050, Anawrahta visitou pela primeira vez as cercanias dos montes, no leste, e recebeu homenagens. Fundou o pagode Bawrithat em Nyaung Shwe. A segunda etapa ocorreu no final da década de 1050 e início da de 1060, após a sua marcha até o Reino de Nanzhao. Após seu retorno da expedição a Nanzhao, os chefes shan ao longo do percurso presentearam Anawrahta com tributos. Ainda assim, sua lealdade era nominal e ele teve que fundar 43 fortes ao longo do sopé oriental dos montes dos quais 33 ainda existem como aldeias.
| Bhamo                          | Katha                               | Kyaukse                                 | Meiktila                          | Mogok                                                    | Mandalay                                                                                                 | Toungoo                | Yamethin  |
| ------------------------------ | ----------------------------------- | --------------------------------------- | --------------------------------- | -------------------------------------------------------- | --- | ---------------------- | --------- |
| - Kaungton - Kaungsin - Shwegu | - Yinkhe - Moda - Katha - Htigyaing | - Mekkaya - Ta On - Myinsaing - Myittha | - Hlaingdet - Thagaya - Nyaungyan | - Myadaung - Tagaung - Hinthamaw - Kyanhnyat - Sampanago | - Singu - Konthaya - Magwe Taya - Yenantha - Sonmyo - Madaya - Thakegyin - Wayindok - Taungbyon - Myodin | - Myohla - Kelin - Swa | - Shwemyo |

Os 43 fortes foram fundados por ordem régia emitida em 7 de fevereiro de 1061 (12.º surgimento de Tabaung 422 ME).

### Baixa Birmânia
Após sua primeira campanha Shan, Anawrahta ocupou-se dos reinos de língua mon no sul, que, assim como Pagã, eram, na verdade, apenas grandes cidades-Estados. Anawrahta inicialmente recebeu a submissão do governante de Pegu (Bago). Mas o reino de Thaton se recusou a se submeter. Os exércitos de Anawrahta, liderados pelos “Quatro Paladinos”, invadiram o reino sulista no início de 1057. Após um cerco de 3 meses à cidade de Thaton, em 17 de maio de 1057 (11.ª surgimento de Nayon, 419 ME), as forças de Pagã conquistaram a cidade.
Conforme as tradições birmaneses e mon, a principal razão de Anawrahta para a invasão foi a recusa do rei de Thaton, Manuha em dar-lhe uma cópia do cânone budista teravada. (Anawrahta havia sido convertido do seu nativo budismo ari para o teravada por Shin Arahan, um monge originário de Thaton). Na verdade, foi apenas uma exigência para a submissão redigida em linguagem diplomática, e o objetivo real de sua conquista de Thaton foi o de barrar as conquistas do Império Quemer na bacia do rio Chao Phraya e a invasão do litoral de Tenasserim.
A conquista de Thaton é vista como o ponto de virada na história birmanesa. Ainda segundo a reconstrução tradicional, Anawrahta trouxe consigo para Pagã, após a conquista, mais de 30 mil pessoas, muitas delas artesãos e artífices. Estes cativos formaram uma comunidade, que mais tarde, ajudou a construir milhares de monumentos em Pagã. Os monumentos que até hoje sobrevivem rivalizam em esplendor com os de Angkor Wat.
Uma pesquisa mais recente do historiador Michael Aung-Thwin argumentou vigorosamente que as contribuições de Thaton para a transformação cultural da Alta Birmânia são uma lenda pós-Pagã sem evidências contemporâneas, e que a Baixa Birmânia, de fato carecia de uma política independente substancial antes da expansão de Pagã, e essa influência mon no interior é muito exagerada. Possivelmente, neste período, a sedimentação do delta, que agora se estende do litoral por cinco quilômetros a cada século, fosse insuficiente, e o mar ainda atingisse bem mais longe para o interior, para sustentar uma população ainda tão grande quanto a população modesta do final do período pré-colonial.
De qualquer forma, durante o século XI, Pagã estabeleceu a sua Baixa Birmânia e esta conquista facilitou o crescente intercâmbio cultural, não somente com os mons locais, como também, com a Índia e com o reduto teravada no Ceilão (Seri Lanca).

### Arracão
A próxima conquista de Anawrahta foi o norte de Arracão (Rakhine). Ele marchou sobre o passo de montanha de Ngape perto de Minbu até An em Kyaukphyu, e depois sitiou Pyinsa, então a capital de Arracão. Teria tentado trazer para casa o gigantesco buda Mahamuni, mas não conseguiu. Levou os vasos de ouro e prata do santuário.
Não há uma única fonte unificada arracanesa para corroborar o evento. As crônicas arracanesas sobreviventes (dos séculos XVIII e XIX) mencionam pelo menos dois ataques separados do leste, bem como “visitas” de Anawrahta e Kyansittha. Segundo os relatos arracaneses, os ataques do leste depuseram os reis Pe Byu e Nga Ton sucessivamente. No entanto, as datas estão fora de séculos com os reis depostos que reinaram no final do século VIII ao início do século IX, do X ao XI, ou do XI ao XII.
De qualquer forma, como aconteceu nos montes Shan, a suserania de Anawrahta sobre o norte de Arracão (separado pela cordilheira Arracão Yoma) era nominal. A “conquista” pode ter sido mais um ataque para evitar ataques arracanês na Birmânia. e alguns historiadores (Lieberman, Charney) não acreditam que ele (ou qualquer outro rei de Pagã) tivesse qualquer “autoridade efetiva” sobre Arracão. Embora Pagã nunca tivesse estabelecido um sistema administrativo para governar efetivamente Arracão, continuou a promover uma relação de vassalagem no restante de tempo que durou a dinastia de Pagã, ocasionalmente, colocando um de seus nomeados para assumir o trono arracanês. Além disso, a língua e a escrita birmanesa dominaram o litoral de Arracão ao longo dos séculos seguintes. Sob a influência birmanesa os laços se estreitaram com o Ceilão (Sri Lanka) e a predominância gradual do budismo teravada.

### Pateikkaya
Anawrahta também recebeu homenagem do reino budista de Pateikkaya (ပဋိက္ခယား, IPA: [bədeiʔ kʰəjá]). A localização do pequeno reino permanece controversa. As crônicas birmanesas relatam a localização como sendo a noroeste de Arracão e seus reis eram indianos. Mas o historiador britânico G.E. Harvey relatou que sua localização provável fosse a leste dos montes Chin.

## Relações exteriores
À medida que seu reino se expandia, Anawrahta entrou em contato com o reino de Nanzhao (o antigo lar dos birmanes) no nordeste, e no sudeste, com o Império Quemer, a principal potência da Indochina na época. Anawrahta ajudou companheiros do budismo teravada no Ceilão em sua guerra contra os invasores hindus Chola.

### Império Quemer
A conquista de Thaton por Pagã abalou o mundo mon. Anawrahta também exigiu tributo de outros reinos vizinhos mon, Haripunjaya e Dvaravati (na atual região norte e centro da Tailândia). Haripunjaya supostamente enviou tributos, mas o suserano Império Quemer de Dvaravati, invadiu Tenasserim. Anawrahta enviou seus exércitos, novamente liderados pelos “quatro paladinos”, que expulsaram os invasores. As crônicas birmanesas se referiam ao reino do Camboja, como o limite sudeste do Império de Pagã.

### Reino de Nanzhao
Após deter o avanço quemer, Anawrahta voltou sua atenção para Nanzhao. Anawrahta liderou uma campanha contra o reino no nordeste. (De acordo com uma fonte de meados do século XVII, ele começou a marcha em 16 de dezembro de 1757.) Avançou para Dali, a capital do reino de Nanzhao, ostensivamente para buscar uma relíquia do dente de Buda. Exatamente como anteriormente tinha feito com relação ao pedido das escrituras em Thaton. O governante de Nanzhao fechou os portões da cidade, e não entregou a relíquia. Após uma longa pausa, os dois reis trocaram presentes e conversaram amigavelmente. O governante de Nanzhao deu a Anawrahta uma imagem em jade, que entrou em contato com o dente.

### Ceilão
Em 1069, Vijayabahu I do Ceilão pediu ajuda a Anawrahta contra os invasores Chola do país Tamil. Anawrahta enviou navios de suprimentos para ajudar os budistas do Ceilão. Em 1071, Vijayabahu, que havia derrotado os cholas, pediu a Anawrahta que lhe enviasse escrituras sagradas e monges. As invasões chola deixaram o lar original do budismo teravada com tão poucos monges que era difícil convocar um capítulo e fazer ordenações válidas. Anawrahta enviou os monges e as escrituras, e um elefante branco como presente para Vijayabahu. Os monges birmaneses ordenaram ou reordenaram todo o clero da ilha. Em troca, o rei do Ceilão deu uma réplica do dente de Buda do qual Ceilão era o orgulhoso possuidor. A réplica foi, então, consagrada no pagode de Lawkananda em Pagã.

## Administração

### A construção da nação
A maior realização de Anawrahta foi sua consolidação de vários grupos étnicos em uma única nação. Ele teve o cuidado de que seu próprio povo, os birmaneses, não humilhassem os outros povos. Continuou a mostrar respeito pelo pyus, que tinham recentemente perdido sua grande influência. Manteve o nome pyu para o seu reino, embora estivesse sob a liderança dos birmaneses. Mostrou respeito pelos mons, e incentivou seu povo a aprender com os mons.
Anawrahta substituiu os reis da Baixa Birmânia (Pegu e Thaton) por governadores. Em Pegu, permitiu que o rei de Pegu permanecesse como rei vassalo em reconhecimento pela ajuda recebida na última conquista de Anawrahta sobre Thaton. Mas após a morte do rei vassalo, nomeou um governador para ocupar seu lugar. Devido às distâncias geográficas, outras áreas tributárias, tais como Arracão e as montanhas Shan foram autorizados a manter seus líderes hereditários.

### Reformas religiosas

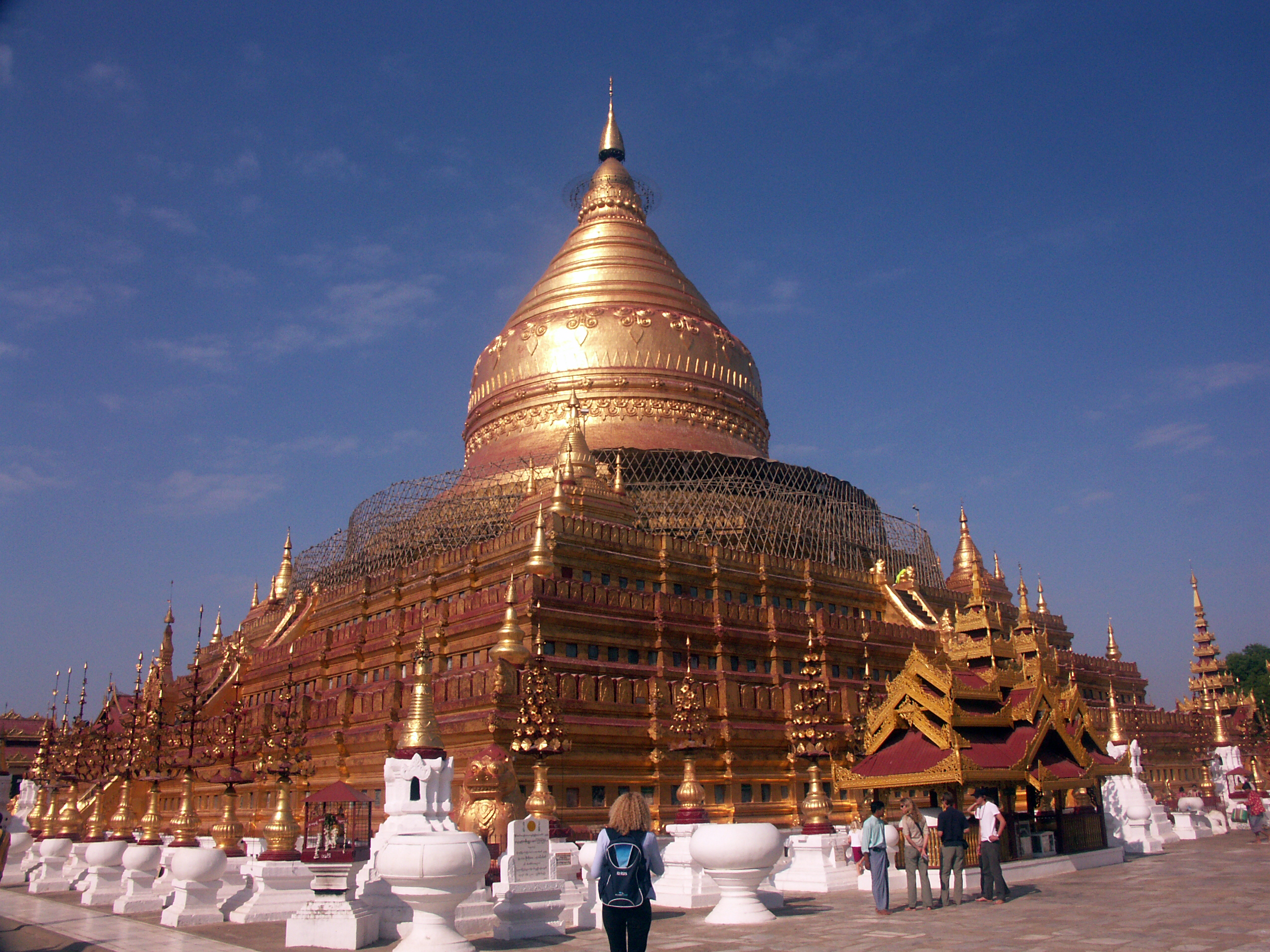
Pagode de Shwezigon em Nyaung-U.

Em 1056, um monge mon do budismo teravada chamado Shin Arahan efetuou uma visita fatídica a Pagã, e converteu seu rei Anawrahta ao budismo teravada de seu budismo ari nativo. O rei estava insatisfeito com o enorme poder dos monges ari sobre o povo, e considerava os monges, que comiam nos jantares, bebiam licor, presidiam sacrifícios de animais, e desfrutavam de uma forma de ius primae noctis, depravados. No budismo teravada ele encontrou um substituto para quebrar o poder do clero.
A partir de 1056, Anawrahta implementou uma série de reformas religiosas em todo o seu reino. Suas reformas ganharam força após a sua conquista de Thaton, que trouxe escrituras e clero muito necessários do reino vencido. Ele quebrou o poder dos monges ari primeiro ao declarar que sua corte não mais daria importância se as pessoas deixassem de entregar seus filhos aos sacerdotes. Aqueles que estivessem em cativeiro dos sacerdotes ganhariam a liberdade. Alguns dos monges simplesmente seguiram a nova religião. No entanto, a maioria dos monges que exerceram o poder durante tanto tempo não se deu por vencida.
Anawrahta os baniu em grande número; muitos deles fugiram para o monte Popa e as montanhas Shan. Ele utilizou os tradicionais espíritos nat para atrair as pessoas para sua nova religião. Questionado sobre por que ele permitiu que os nats fossem colocados em templos e pagodes budistas, Anawrahta respondeu: “Os homens não virão devido a uma nova fé. Deixe-os vir por seus antigos deuses, e gradualmente eles serão conquistados.”
Incentivado por Shin Arahan, Anawrahta visou reformar o próprio budismo teravada que recebeu de Thaton, que, segundo a maioria dos relatos, estava em estado de decadência e cada vez mais influenciado pelo hinduísmo. (As crônicas mons sugerem que Manuha foi repreendido para fazer um compromisso com o hinduísmo. Shin Arahan deixou Thaton porque estava descontente com a decadência do budismo lá.) Ele fez de Pagã um centro de aprendizado teravada ao convidar estudiosos das terras mon, Ceilão, bem como da Índia, onde um budismo moribundo estava recebendo um golpe de misericórdia pelos conquistadores muçulmanos. Os estudos ajudaram a revitalizar uma forma mais ortodoxa de budismo teravada.
Certamente, suas reformas não poderiam e não conseguiriam alcançar o resultado desejado em pouco tempo. A disseminação do budismo teravada na Alta Birmânia foi gradual; levou mais de três séculos. Seu sistema monástico não alcançou ampla penetração ao nível de aldeia em áreas mais remotas até o século XIX. Nem todos os aris morreram. Seus descendentes, conhecidos como monges da floresta, permaneceram uma força poderosa patrocinado pela realeza até o período Ava no século XVI. Da mesma forma, a adoração nat continuou (até os dias atuais). Mesmo o budismo teravada de Anawrahta, Kyansittha e Manuha ainda era fortemente influenciado pelo hinduísmo quando comparado aos padrões posteriores mais ortodoxos (séculos XVIII e XIX). Os elementos tântricos, xivaístas e vixnuístas gozavam de maior influência da elite do que teria mais tarde, refletindo tanto a relativa imaturidade da cultura de alfabetização birmanesa quanto sua receptividade indiscriminada às tradições não birmanesas. De fato, mesmo o budismo em Myanmar de hoje contém muitos elementos animistas, budistas maaiana e hindus.
Ele foi o primeiro dos “Construtores de Templos” de Pagã. Seu principal monumento foi o pagode de Shwezigon. O trabalho de construção começou em 1059, mas ainda estava inacabado por ocasião de sua morte dezoito anos depois. Construiu também o Pagode Shwesandaw ao sul de Pagã para abrigar as relíquias de cabelos presenteadas por Pegu. Mais distante, ele construiu outros pagodes, como os de Shweyinhmyaw, Shwegu e Shwezigon perto de Meiktila.

### Invenção do alfabeto birmanês
Estudiosos acreditavam, até recentemente, que Anawrahta encomendou a invenção do Alfabeto birmanês baseado no alfabeto mon, ca. 1058, um ano após a conquista de Thaton. No entanto, pesquisas recentes descobriram que a escrita birmanesa estava em uso pelo menos desde 1035, e se uma inscrição reformulada do século XVIII é permitida como evidência, desde 984 EC.

### Estilo de governo
Anawrahta foi um rei enérgico, que implementou muitas mudanças políticas, socioeconômicas e culturais profundas e duradouras. Era admirado e temido, mas não amado por seus súditos.
O historiador Htin Aung escreve:

Anawrahta era implacável e severo não com qualquer grupo étnico em particular, mas com todos os seus súditos, pois sentia serem necessárias medidas duras para construir uma nova nação. Nunca aceitou o culto do deus-rei e era impaciente, até mesmo com os deuses que seu povo adorava; os homens chegavam dizer que ele espancou deuses com a parte plana de sua lança. Alcançou seus objetivos, mas somente ao preço de sua própria popularidade. Seus súditos o admiravam e o temiam, mas não o amavam. Sua ordem para a execução de dois jovens heróis por uma quebra de disciplina insignificante após o término de sua campanha em Nanzhao irritou as pessoas, e para apaziguá-las, declarou que os dois heróis mortos agora eram deuses que podiam ser adorados. Forçar Kyansittha a se tornar fugitivo aumentou sua popularidade, embora essa ação pelo menos fosse justificada pelo grande paladino, como o Lancelot da Mesa Redonda, estava apaixonado por uma de suas rainhas.
(A rainha apaixonada por Kyansittha era Manisanda Khin U. Os dois jovens heróis executados eram: Shwe Hpyin Gyi e Shwe Hpyin Nge, que mais tarde entraram no panteão dos espíritos nat birmaneses).
Mas as pessoas o admiravam e temiam, e ele conseguiu implementar muitas de suas ambiciosas reformas multifacetadas.

## Morte
Anawrahta morreu em 11 de abril de 1077 nos arredores de Pagã. As crônicas birmanesas sugerem que seus inimigos o emboscaram, o mataram e depois descartaram o corpo de tal maneira que nunca foi encontrado. As crônicas afirmam que um nat (espírito) apareceu disfarçado de búfalo selvagem e o chifrado até a morte, e então os demônios levaram seu corpo.

## Legado

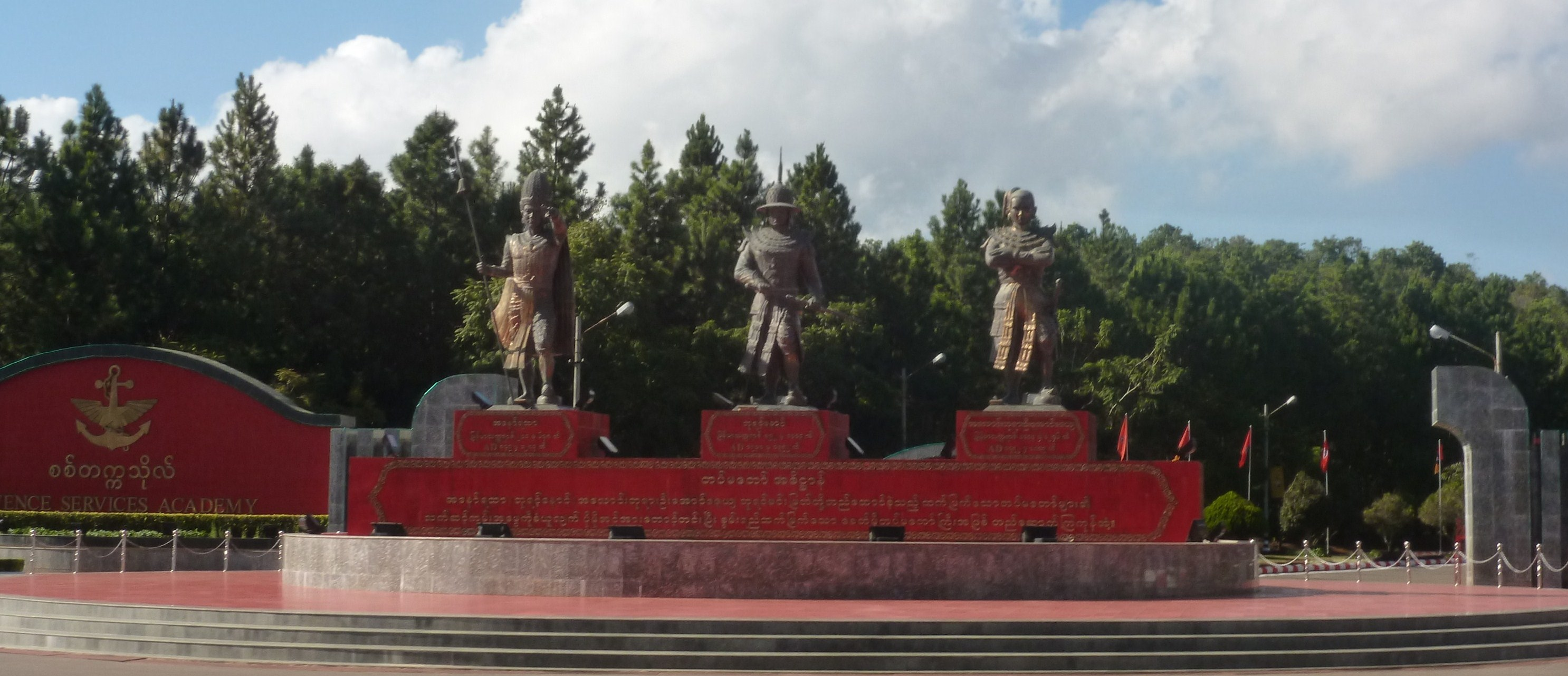
Estátua de Anawrahta (extrema esquerda) com as estátuas de Bayinnaung e Alaungpaya em frente à Academia de Serviços de Defesa

Anawrahta é considerado um dos maiores, se não o maior, dos reis da história birmanesa, pois fundou a primeira “base política” do que mais tarde se tornaria o atual Myanmar. Não apenas expandiu o reino de Pagã, mas também implementou uma série de reformas políticas e administrativas que permitiram que o seu império dominasse o vale do Irauádi e sua periferia por mais de 250 anos.
O legado de Anawrahta foi muito além das fronteiras da atual Myanmar. O sucesso e a longevidade do domínio de Pagã sobre o vale do Irauádi lançaram as bases para a ascensão da língua e cultura birmanesas, a disseminação da etnia birmanesa na Alta Birmânia. Sua adoção do budismo teravada e seu sucesso em impedir o avanço do Império Quemer, um reino hindu, forneceram à escola budista, que estava em retirada em outras partes do sul e sudeste asiático, um alívio muito necessário e um refúgio. Ajudou a reiniciar o budismo teravada no Ceilão, lar original da escola budista. O sucesso da dinastia Pagã tornou possível o crescimento posterior do budismo teravada em Lanna, Sião, Lan Xang e Camboja também devido em grande parte às interações do Ceilão com essas terras, nos séculos XIII e XIV.

## Na cultura popular
As histórias e lendas da vida de Anawrahta continuam a ser um tema popular do folclore birmanês. O triângulo amoroso envolvendo Anawrahta, Kyansittha e Manisanda, bem como a triste história de Saw Mon Hla, uma de suas rainhas, são um marco no teatro birmanês. Devido à sua reputação como uma figura paterna severa, ele não é o personagem central dessas histórias onde o protagonista, invariavelmente, é o romântico rei-soldado Kyansittha.